# おしゃれクリップ
『おしゃれクリップ』は、日本テレビ系列で2021年10月10日から毎週日曜日 22:00 - 22:30（JST）に放送されているトークバラエティ番組。

## 概要
1974年から放送を開始した『おしゃれ』から続く、おしゃれシリーズ第5弾。前作『おしゃれイズム』の後継番組としてスタートした。
MCには山崎育三郎と井桁弘恵を起用、井桁は本番組がMC初挑戦となる。2022年1月16日放送分以降は山崎が不在に限り、菅野美穂を新メンバーとして起用。
スポンサーは、おしゃれシリーズから一貫して化粧品会社・資生堂の一社提供。
2022年2月20日放送分からはオープニングで井桁がゲストをイメージしたダンスパフォーマンスを披露し、ゲストを紹介する場合も含む編成も導入された。
2022年2月17日付で井桁、菅野の2名が相次いで新型コロナウイルス（COVID-19）に感染した事を公表、同年3月6日放送分は山崎が担当、同年3月13日、3月20日放送分は菅野（同年3月2日付で復帰）が担当する事になり、
同年3月13日放送分からは新型コロナウイルス感染症（COVID-19）拡大防止対策として、ゲストとMCの間にアクリル板を設置し、間隔を保ちながらスタジオ収録をする事となった。
2024年9月29日放送分は『おしゃれ』シリーズが放送開始50周年を迎えた事を記念して1時間スペシャルを放送。『おしゃれ』シリーズの歴代MCを務めた古館伊知郎、阿川泰子、楠田枝里子、マルシア、上田晋也、藤木直人がゲストと出演。番組では『おしゃれ』シリーズの過去の名場面や資生堂の歴代CMなどが放送された。

## 出演者

### MC
- 山崎育三郎[1]

『DCU』の時間帯と被った事により、2022年1月16日放送分・1月30日放送分・3月20日放送分の出演を欠席した。
2022年3月14日付で新型コロナウイルス感染症（COVID-19）に罹患した事により、2022年4月3日放送分、4月10日放送分の出演を欠席した。4月17日放送分から復帰した。
- 井桁弘恵[2]

2022年2月17日付で新型コロナウイルス感染症（COVID-19）に罹患した事により、2022年3月6日放送分・3月13日放送分・3月20日放送分の出演を欠席し、3月27日放送分から復帰した。

### スペシャルMC
- 菅野美穂（2022年1月16日 - 3月20日）[7][8]

裏番組であるドラマ番組出演（『DCU』）のため当面欠席する山崎の代理スペシャルMCとして登場する。
2022年3月13日放送分・3月20日放送分は単独で司会を担当。
2022年3月27日放送分では、エンディング間際にサプライズでコメント出演した。
- 国分太一（TOKIO / 2022年4月3日）

山崎が3月14日付で新型コロナウイルス感染症（COVID-19）に罹患した事により、4月3日放送分のみスペシャルMCとして登場した。
- 沢村一樹（2022年4月10日）

山崎が3月14日付で新型コロナウイルス感染症（COVID-19）に罹患した事により、4月10日放送分のみスペシャルMCとして登場した。

## 放送リスト

### 2021年
| 放送回数 | 放送日   | ゲスト               | 備考            |
| -------- | -------- | -------------------- | --------------- |
| 1        | 10月10日 | 反町隆史             | 初回            |
| 2        | 10月17日 | きゃりーぱみゅぱみゅ | [ † 2 ]         |
| 3        | 10月24日 | 清水希容             | [ † 3 ]         |
| 4        | 11月7日  | 山下健二郎           | [ † 4 ]         |
| 5        | 11月14日 | 須﨑優衣             | [ † 5 ]         |
| 6        | 11月21日 | DJ松永               | [ † 6 ]         |
| 7        | 11月28日 | 山下美月（乃木坂46） | [ † 7 ]         |
| 8        | 12月5日  | 牧瀬里穂             | [ † 8 ]         |
| 9        | 12月12日 | もう中学生           | [ † 9 ]         |
| 10       | 12月19日 | 青山テルマ           | [ † 10 ]        |
| 11       | 12月26日 | 国分太一 福士蒼汰    | 1時間スペシャル |

- 10月31日は選挙特別番組のため休止。

### 2022年
| 放送回数 | 放送日   | ゲスト                     | 備考                       |
| -------- | -------- | -------------------------- | -------------------------- |
| 12       | 1月9日   | トリンドル玲奈             | [ † 12 ]                   |
| 13       | 1月16日  | 優香                       | [ † 13 ]                   |
| 14       | 1月23日  | 丸山隆平（関ジャニ∞）      | [ † 14 ]                   |
| 15       | 1月30日  | 速水もこみち               | [ † 15 ]                   |
| 16       | 2月6日   | 三宅健                     | [ † 16 ]                   |
| 17       | 2月13日  | 錦鯉                       | [ † 17 ]                   |
| 18       | 2月20日  | 香里奈                     | [ † 18 ]                   |
| 19       | 2月27日  | 西川貴教                   | [ † 19 ]                   |
| 20       | 3月6日   | 春風亭昇太 桂宮治          | [ † 20 ]                   |
| 21       | 3月13日  | 川島明（麒麟）             | [ † 21 ]                   |
| 22       | 3月20日  | チョコレートプラネット     | [ † 22 ]                   |
| 23       | 3月27日  | ヒロミ                     | 1時間スペシャル            |
| 24       | 4月3日   | 沢村一樹                   | [ † 24 ] [ 注 3 ]          |
| 25       | 4月10日  | 白石麻衣                   | [ † 25 ] [ 注 4 ]          |
| 26       | 4月17日  | ユースケ・サンタマリア     | [ † 26 ]                   |
| 27       | 5月1日   | 中島美嘉                   | [ † 27 ]                   |
| 28       | 5月8日   | 後藤輝基                   | [ † 28 ]                   |
| 29       | 5月15日  | YOSHIKI                    | [ † 29 ] [ 注 5 ]          |
| 30       | 5月22日  | 山田涼介（Hey! Say! JUMP） | [ † 30 ] [ 注 3 ]          |
| 31       | 5月29日  | 木梨憲武                   | [ † 31 ] [ 注 6 ]          |
| 32       | 6月5日   | 高岡早紀                   | [ † 32 ]                   |
| 33       | 6月12日  | 千原ジュニア（千原兄弟）   | [ † 33 ] [ 注 7 ]          |
| 34       | 6月19日  | 中村獅童                   | [ † 34 ]                   |
| 35       | 6月26日  | 飯尾和樹（ずん）           | [ † 35 ]                   |
| 36       | 7月3日   | トラウデン直美             | [ † 36 ]                   |
| 37       | 7月17日  | 山口智子                   | 1時間スペシャル            |
| 38       | 7月24日  | 永瀬廉（King & Prince）    | [ † 38 ]                   |
| 39       | 7月31日  | 吉沢亮                     | [ † 39 ] [ 注 8 ] [ 注 9 ] |
| 40       | 8月7日   | 梨花                       | [ † 40 ] [ 注 10 ]         |
| 41       | 8月14日  | 高杉真宙                   | [ † 41 ] [ 注 11 ]         |
| 42       | 8月21日  | EXIT                       | [ † 42 ]                   |
| 43       | 8月28日  | 森山直太朗                 | [ † 43 ] [ 注 12 ]         |
| 44       | 9月4日   | SHELLY                     | [ † 44 ]                   |
| 45       | 9月11日  | ホラン千秋                 | [ † 45 ] [ 注 13 ]         |
| 46       | 9月18日  | 尾上松也                   | [ † 46 ] [ 注 14 ]         |
| 47       | 9月25日  | 満島真之介                 | [ † 47 ]                   |
| 48       | 10月9日  | 横浜流星                   | [ † 48 ] [ 注 15 ]         |
| 49       | 10月16日 | 王林                       | [ † 49 ] [ 注 16 ]         |
| 50       | 10月23日 | ニューヨーク               | [ † 50 ] [ 注 17 ]         |
| 51       | 10月30日 | 池田エライザ               | [ † 51 ] [ 注 18 ]         |
| 52       | 11月6日  | トータス松本（ウルフルズ） | [ † 52 ] [ 注 19 ]         |
| 53       | 11月13日 | 寺島しのぶ                 | [ † 53 ] [ 注 20 ]         |
| 54       | 11月20日 | 長嶋一茂                   | [ † 54 ] [ 注 21 ]         |
| 55       | 11月27日 | 石原良純                   | [ † 55 ] [ 注 22 ]         |
| 56       | 12月4日  | 松雪泰子                   | [ † 56 ] [ 注 23 ]         |
| 57       | 12月11日 | ビビアン・スー             | [ † 57 ] [ 注 24 ]         |
| 58       | 12月18日 | デヴィ・スカルノ           | [ † 58 ] [ 注 25 ]         |
| 59       | 12月25日 | ハナコ                     | クリスマススペシャル       |

- 1月2日は『はじめまして!一番遠い親戚さん』のため休止。
- 4月24日は『金田一少年の事件簿』（第5シリーズ）初回30分拡大SPのため休止。
- 7月10日は選挙特別番組のため休止。
- 10月2日は『行列のできる相談所』2時間SPのため休止。

### 2023年
| 放送回数 | 放送日   | ゲスト                         | 備考                         |
| -------- | -------- | ------------------------------ | ---------------------------- |
| 60       | 1月8日   | 安藤サクラ                     | [ † 60 ] [ 注 27 ]           |
| 61       | 1月15日  | 藤木直人                       | [ † 61 ] [ 注 28 ] [ 注 29 ] |
| 62       | 1月22日  | 浜辺美波                       | [ † 62 ] [ 注 30 ]           |
| 63       | 1月29日  | 中島裕翔（Hey! Say! JUMP）     | [ † 63 ] [ 注 31 ]           |
| 64       | 2月5日   | ぺこぱ                         | [ † 64 ] [ 注 32 ]           |
| 65       | 2月12日  | 渡部篤郎                       | [ † 65 ] [ 注 33 ]           |
| 66       | 2月19日  | 今田耕司                       | [ † 66 ] [ 注 34 ]           |
| 67       | 2月26日  | 森星                           | [ † 67 ] [ 注 35 ] [ 注 36 ] |
| 68       | 3月5日   | 門脇麦                         | [ † 68 ] [ 注 37 ]           |
| 69       | 3月12日  | 幾田りら（YOASOBI）            | [ † 69 ] [ 注 38 ]           |
| 70       | 3月19日  | 柄本時生                       | [ † 70 ] [ 注 39 ]           |
| 71       | 3月26日  | 江口洋介                       | [ † 71 ] [ 注 40 ]           |
| 72       | 4月2日   | 山里亮太（南海キャンディーズ） | 1時間スペシャル              |
| 73       | 4月9日   | 高橋海人（King & Prince）      | [ † 73 ] [ 注 42 ]           |
| 74       | 4月16日  | 風間俊介                       | [ † 74 ] [ 注 43 ]           |
| 75       | 4月23日  | ウエストランド                 | [ † 75 ] [ 注 44 ]           |
| 76       | 4月30日  | 冨永愛                         | [ † 76 ] [ 注 45 ]           |
| 77       | 5月7日   | 谷まりあ                       | [ † 77 ]                     |
| 78       | 5月14日  | SKY-HI（日高光啓）             | [ † 78 ]                     |
| 79       | 5月21日  | YOU                            | [ † 79 ]                     |
| 80       | 5月28日  | 武田真一                       | [ † 80 ]                     |
| 81       | 6月4日   | ISSA                           | [ † 81 ]                     |
| 82       | 6月11日  | 坂上忍                         | [ † 82 ]                     |
| 83       | 6月18日  | 月亭方正                       | [ † 83 ]                     |
| 84       | 6月25日  | 重岡大毅（ジャニーズWEST）     | [ † 84 ]                     |
| 85       | 7月2日   | 斉藤由貴                       | [ † 85 ]                     |
| 86       | 7月9日   | 神田愛花                       | [ † 86 ]                     |
| 87       | 7月16日  | 秋山竜次（ロバート）           | [ † 87 ]                     |
| 88       | 7月23日  | 大西流星（なにわ男子）         | [ † 88 ]                     |
| 89       | 7月30日  | 大沢たかお                     | [ † 89 ]                     |
| 90       | 8月6日   | 丸山桂里奈                     | [ † 90 ]                     |
| 91       | 8月13日  | 野口聡一                       | [ † 91 ]                     |
| 92       | 8月20日  | 富樫勇樹                       | [ † 92 ]                     |
| 93       | 8月27日  | 杏                             | [ † 93 ]                     |
| 94       | 9月3日   | EXILE TAKAHIRO                 | [ † 94 ]                     |
| 95       | 9月24日  | 中川翔子                       | [ † 95 ]                     |
| 96       | 10月1日  | 古舘伊知郎                     | 1時間スペシャル              |
| 97       | 10月8日  | 向井理                         | [ † 97 ]                     |
| 98       | 10月15日 | 小池栄子                       | [ † 98 ]                     |
| 99       | 10月22日 | 木南晴夏                       | [ † 99 ]                     |
| 100      | 10月29日 | 窪田正孝                       | [ † 100 ]                    |
| 101      | 11月5日  | やす子                         | [ † 101 ]                    |
| 102      | 11月12日 | 松丸亮吾                       | [ † 102 ]                    |
| 103      | 11月19日 | JUJU                           | [ † 103 ]                    |
| 104      | 11月26日 | 前田裕二                       | [ † 104 ]                    |
| 105      | 12月3日  | peco                           | [ † 105 ]                    |
| 106      | 12月10日 | 石川さゆり                     | [ † 106 ]                    |
| 107      | 12月17日 | 宮野真守                       | [ † 107 ]                    |

- 1月1日は『月曜から夜ふかし』元日SPのため休止。
- 9月10日は2023年FIBAバスケットボール・ワールドカップ 決勝（ ドイツ× セルビア）中継のため休止。
- 9月17日はラグビーワールドカップ2023（ 南アフリカ共和国× ルーマニア）中継のため休止。
- 12月24日は『世界未開グルメ』（特番時代）のため休止。
- 12月31日は『笑って年越し!THE笑晦日』のため休止。

### 2024年
| 放送回数 | 放送日   | ゲスト                        | 備考      |
| -------- | -------- | ----------------------------- | --------- |
| 108      | 1月7日   | 髙橋大輔                      | [ † 108 ] |
| 109      | 1月14日  | 篠原ともえ                    | [ † 109 ] |
| 110      | 1月21日  | 近藤春菜（ハリセンボン）      | [ † 110 ] |
| 111      | 1月28日  | 舘ひろし                      | [ † 111 ] |
| 112      | 2月4日   | 大森南朋                      | [ † 112 ] |
| 113      | 2月11日  | 板垣李光人                    | [ † 113 ] |
| 114      | 2月18日  | 紅しょうが                    | [ † 114 ] |
| 115      | 2月25日  | 杉咲花                        | [ † 115 ] |
| 116      | 3月3日   | 飯島直子                      | [ † 116 ] |
| 117      | 3月10日  | 上白石萌歌                    | [ † 117 ] |
| 118      | 3月17日  | 柏木由紀                      | [ † 118 ] |
| 119      | 3月24日  | 勝地涼                        | [ † 119 ] |
| 120      | 3月31日  | 相川七瀬                      | [ † 120 ] |
| 121      | 4月14日  | 小泉孝太郎                    | [ † 121 ] |
| 122      | 4月21日  | 鈴木雅之                      | [ † 122 ] |
| 123      | 4月28日  | IMALU                         | [ † 123 ] |
| 124      | 5月5日   | 井上芳雄                      | [ † 124 ] |
| 125      | 5月12日  | 榮倉奈々                      | [ † 125 ] |
| 126      | 5月19日  | 土屋太鳳                      | [ † 126 ] |
| 127      | 5月26日  | 生田斗真                      | [ † 127 ] |
| 128      | 6月2日   | ソニン                        | [ † 128 ] |
| 129      | 6月9日   | 宮沢りえ                      | [ † 129 ] |
| 130      | 6月16日  | 中山秀征                      | [ † 130 ] |
| 131      | 6月23日  | 上戸彩                        | [ † 131 ] |
| 132      | 6月30日  | MIYAVI                        | [ † 132 ] |
| 133      | 7月7日   | 黒木メイサ                    | [ † 133 ] |
| 134      | 7月14日  | 小島よしお                    | [ † 134 ] |
| 135      | 7月21日  | 木村昴                        | [ † 135 ] |
| 136      | 7月28日  | 山本耕史                      | [ † 136 ] |
| 137      | 8月4日   | 高見沢俊彦                    | [ † 137 ] |
| 138      | 8月11日  | いとうあさこ                  | [ † 138 ] |
| 139      | 8月18日  | 木村多江                      | [ † 139 ] |
| 140      | 8月25日  | 柳楽優弥                      | [ † 140 ] |
| 141      | 9月1日   | 藤森慎吾                      | [ † 141 ] |
| 142      | 9月8日   | Superfly 越智志帆             | [ † 142 ] |
| 143      | 9月15日  | 鈴木えみ                      | [ † 143 ] |
| 144      | 9月22日  | 古賀紗理那                    | [ † 144 ] |
| 145      | 9月29日  | （シリーズ開始50周年1時間SP） | [ † 145 ] |
| 146      | 10月6日  | 志田未来                      | [ † 146 ] |
| 147      | 10月13日 | 岩田剛典                      | [ † 147 ] |
| 148      | 10月20日 | 山崎貴                        | [ † 148 ] |
| 149      | 11月3日  | hyde                          | [ † 149 ] |
| 150      | 11月10日 | 阿部一二三                    | [ † 150 ] |
| 151      | 11月17日 | つんく♂                       | [ † 151 ] |
| 152      | 11月24日 | 野々村友紀子                  | [ † 152 ] |
| 153      | 12月1日  | キンタロー。                  | [ † 153 ] |
| 154      | 12月8日  | 城田優                        | [ † 154 ] |
| 155      | 12月15日 | 市川團十郎                    | [ † 155 ] |

- 4月7日は『ACMA:GAME』初回30分拡大SPのため休止。
- 10月27日は選挙特別番組[注 47]のため休止。
- 12月22日は『続々〜ゾクゾク』のため休止。
- 12月29日は『クイズタイムリープ』のため休止。

### 2025年
| 放送回数 | 放送日  | ゲスト                 | 備考            |
| -------- | ------- | ---------------------- | --------------- |
| 156      | 1月5日  | 黒柳徹子               | [ † 156 ]       |
| 157      | 1月12日 | 平岩紙                 | [ † 157 ]       |
| 158      | 1月19日 | 光浦靖子               | [ † 158 ]       |
| 159      | 1月26日 | 瀬戸朝香               | [ † 159 ]       |
| 160      | 2月2日  | KREVA                  | [ † 160 ]       |
| 161      | 2月9日  | 竜星涼                 | [ † 161 ]       |
| 162      | 2月16日 | 後藤真希               | [ † 162 ]       |
| 163      | 2月23日 | ロッチ                 | [ † 163 ]       |
| 164      | 3月2日  | 小倉優子               | [ † 164 ]       |
| 165      | 3月9日  | 三浦大知               | [ † 165 ]       |
| 166      | 3月16日 | 小田切ヒロ             | [ † 166 ]       |
| 167      | 3月30日 | 長谷川京子             | [ † 167 ]       |
| 168      | 4月6日  | 吉田鋼太郎             | [ † 168 ]       |
| 169      | 4月13日 | Ado                    | [ † 169 ]       |
| 170      | 4月20日 | せいや（霜降り明星）   | [ † 170 ]       |
| 171      | 4月27日 | 新しい学校のリーダーズ | [ † 171 ]       |
| 172      | 5月4日  | 市村正親               | [ † 172 ]       |
| 173      | 5月11日 | 氷川きよし             | [ † 173 ]       |
| 174      | 5月18日 | 野呂佳代               | [ † 174 ]       |
| 175      | 5月25日 | 志尊淳                 | [ † 175 ]       |
| 176      | 6月1日  | 土屋アンナ             | [ † 176 ]       |
| 177      | 6月8日  | 蒼井優                 | [ † 177 ]       |
| 177      | 6月15日 | 横澤夏子               | [ † 178 ]       |
| 178      | 6月22日 | 阿部寛                 | [ † 179 ]       |
| 179      | 6月29日 | 明石家さんま           | 1時間スペシャル |
| 180      | 7月6日  | 木村カエラ             | [ † 181 ]       |
| 181      | 7月13日 | ウエンツ瑛士           | [ † 182 ]       |
| 182      | 7月27日 | 奥菜恵                 | [ † 183 ]       |
| 183      | 8月3日  | 比嘉愛未               | [ † 184 ]       |
| 184      | 8月10日 | 椎名林檎               | [ † 185 ]       |
| 185      | 8月17日 | 加藤ローサ             | [ † 186 ]       |

- 3月23日は『オー!マイゴッド!私だけの神様、教えます』のため休止。
- 7月20日は選挙特別番組[注 48]のため休止。

## ネット局
| 放送対象地域   | 放送局                    | 系列                                         | 放送日時             | 遅れ       |
| -------------- | ------------------------- | -------------------------------------------- | -------------------- | ---------- |
| 関東広域圏     | 日本テレビ（NTV）         | 日本テレビ系列                               | 日曜日 22:00 - 22:30 | 制作局     |
| 北海道         | 札幌テレビ（STV）         | 日本テレビ系列                               | 日曜日 22:00 - 22:30 | 同時ネット |
| 青森県         | 青森放送（RAB）           | 日本テレビ系列                               | 日曜日 22:00 - 22:30 | 同時ネット |
| 岩手県         | テレビ岩手（TVI）         | 日本テレビ系列                               | 日曜日 22:00 - 22:30 | 同時ネット |
| 宮城県         | ミヤギテレビ（MMT）       | 日本テレビ系列                               | 日曜日 22:00 - 22:30 | 同時ネット |
| 秋田県         | 秋田放送（ABS）           | 日本テレビ系列                               | 日曜日 22:00 - 22:30 | 同時ネット |
| 山形県         | 山形放送（YBC）           | 日本テレビ系列                               | 日曜日 22:00 - 22:30 | 同時ネット |
| 福島県         | 福島中央テレビ（FCT）     | 日本テレビ系列                               | 日曜日 22:00 - 22:30 | 同時ネット |
| 山梨県         | 山梨放送（YBS）           | 日本テレビ系列                               | 日曜日 22:00 - 22:30 | 同時ネット |
| 新潟県         | テレビ新潟（TeNY）        | 日本テレビ系列                               | 日曜日 22:00 - 22:30 | 同時ネット |
| 長野県         | テレビ信州（TSB）         | 日本テレビ系列                               | 日曜日 22:00 - 22:30 | 同時ネット |
| 静岡県         | 静岡第一テレビ（SDT）     | 日本テレビ系列                               | 日曜日 22:00 - 22:30 | 同時ネット |
| 富山県         | 北日本放送（KNB）         | 日本テレビ系列                               | 日曜日 22:00 - 22:30 | 同時ネット |
| 石川県         | テレビ金沢（KTK）         | 日本テレビ系列                               | 日曜日 22:00 - 22:30 | 同時ネット |
| 福井県         | 福井放送（FBC）           | 日本テレビ系列                               | 日曜日 22:00 - 22:30 | 同時ネット |
| 中京広域圏     | 中京テレビ（CTV）         | 日本テレビ系列                               | 日曜日 22:00 - 22:30 | 同時ネット |
| 近畿広域圏     | 読売テレビ（ytv）         | 日本テレビ系列                               | 日曜日 22:00 - 22:30 | 同時ネット |
| 鳥取県・島根県 | 日本海テレビ（NKT）       | 日本テレビ系列                               | 日曜日 22:00 - 22:30 | 同時ネット |
| 広島県         | 広島テレビ（HTV）         | 日本テレビ系列                               | 日曜日 22:00 - 22:30 | 同時ネット |
| 山口県         | 山口放送（KRY）           | 日本テレビ系列                               | 日曜日 22:00 - 22:30 | 同時ネット |
| 徳島県         | 四国放送（JRT）           | 日本テレビ系列                               | 日曜日 22:00 - 22:30 | 同時ネット |
| 香川県・岡山県 | 西日本放送（RNC）         | 日本テレビ系列                               | 日曜日 22:00 - 22:30 | 同時ネット |
| 愛媛県         | 南海放送（RNB）           | 日本テレビ系列                               | 日曜日 22:00 - 22:30 | 同時ネット |
| 高知県         | 高知放送（RKC）           | 日本テレビ系列                               | 日曜日 22:00 - 22:30 | 同時ネット |
| 福岡県         | 福岡放送（FBS）           | 日本テレビ系列                               | 日曜日 22:00 - 22:30 | 同時ネット |
| 長崎県         | 長崎国際テレビ（NIB）     | 日本テレビ系列                               | 日曜日 22:00 - 22:30 | 同時ネット |
| 熊本県         | くまもと県民テレビ（KKT） | 日本テレビ系列                               | 日曜日 22:00 - 22:30 | 同時ネット |
| 大分県         | テレビ大分（TOS）         | 日本テレビ系列 フジテレビ系列                | 日曜日 22:00 - 22:30 | 同時ネット |
| 宮崎県         | テレビ宮崎（UMK）         | フジテレビ系列 日本テレビ系列 テレビ朝日系列 | 日曜日 22:00 - 22:30 | 同時ネット |
| 鹿児島県       | 鹿児島読売テレビ（KYT）   | 日本テレビ系列                               | 日曜日 22:00 - 22:30 | 同時ネット |
| 沖縄県         | 沖縄テレビ（OTV）         | フジテレビ系列                               | 金曜日 19:30 - 20:00 | 5日遅れ    |

## スタッフ
- 企画 - 中川(吉田)ゆりや（2025年6月1日 - 、以前は演出兼務）
- 構成 - 桜井慎一、藤井靖大、市川榮里
- ナレーション - 佐倉綾音
- 音効 - 高取謙
- 編集 - 蒲澤悠太（ヌーベルアージュ）
- MA - 髙木日菜子（ヌーベルアージュ）
- TM - 岡田直紀
- 美術 - 上田貴博
- デザイン - 浅田一花
- 技術協力 - NiTRO
- 美術協力 - 日テレアート
- 写真撮影監修 - 富取正明
- 写真撮影協力 - 10BAN studio
- Photo Produce - kusabi
- 営業 - 髙橋靖、安部尚人（髙橋→2025年6月8日 - 、安部→2023年6月4日 - ）
- 宣伝 - 諸田景子（2025年6月8日 - ）
- 制作進行 - 塘中彩美
- デスク - 櫛山照美
- TK - 山岸由佳、奈良里美【週替り】
- アドバイザー - 川平秀二（2022年3月6日 - ）
- ディレクター - 吉田尚行、上野遥、竹内潤、勝俣晋、島本敬之、高木佳織、小松隼人、平井正寿、片岡明日香【週替り】/池田英樹、中山楓人、小坂彩智乃、佐藤真文香、伊藤早希、園田翔悟、鈴木ちひろ、石川廉太朗、中林千里、中村太政、井手美里、藤田弘斗、木本颯太、村山絢香【週替り】
- 演出 - 有田駿介（2025年6月1日 - ）
- プロデューサー - 富永結貴（2025年6月8日 - ）【毎週】、齋藤一宏、笠間有美、熊木祐一、横山貴子、佐藤甲三、鈴木菜津美【週替り】/佐藤亜沙美、白井夕貴、久野木麻子、西口灯、川崎雛子、柴田りり（川崎→以前は週替りディレクター）【週替り】
- CP - 原司（2025年6月1日 - 、2023年6月4日 - 2025年5月25日まではチーフプロデューサーと表示）
- 制作協力 - Boom up、クリエイティブ30
- 製作著作 - 日本テレビ

### 過去のスタッフ
- TM - 望月達史、今村公威
- MA - 安部結莉香（ヌーベルアージュ）
- 美術 - 滋田由布子、大川明子
- デザイン - 松浦なつみ
- 宣伝 - 橋本典子、藤井沙紀、丸山由香里
- 営業 - 立木菜摘、酒井杏奈、井口明生、山村祐介（山村→一時離脱→2025年6月1日まで）
- プロデューサー - 小林拓弘（2022年11月27日まで）、奥陽介（2022年12月4日 - 2025年6月1日）
- 統轄プロデューサー - 滝澤真一郎（2023年6月4日 - 2024年6月2日、以前は営業→プロデューサー）
- チーフプロデューサー - 江成真二（2023年5月28日まで）